# World
World är en ballad på engelska framförd av den kosovoalbanska sångerskan Lindita. Låten framfördes ursprungligen på albanska med titeln Botë som har samma innebörd som den engelska titeln. Med den albanska versionen av låten ställde hon i december 2016 upp i den albanska musikfestivalen Festivali i Këngës 55. Hon vann tävlingen efter att ha tilldelats 85 poäng i finalen. Bidraget kom därmed att representera Albanien i Eurovision Song Contest 2017. Där slutade bidraget 14:e i sin semifinal och gick inte till finalen. 

## Bakgrund
Den ursprungliga versionen av låten skrevs på engelska åt Lindita. Under hösten 2016 meddelades det att hon var en av deltagarna i Festivali i Këngës som sedan 2003 agerat som Albaniens uttagning till Eurovision Song Contest. Låten skrevs av den albanska musikern Big Basta (Gerald Xhari) med musik av Klodian Qafoku. Både Xhari och Qafoku hade tidigare skrivit flera bidrag i Festivali i Këngës, däribland komponerade Qafoku vinnarbidraget i Festivali i Këngës 44 "Zjarr e ftohtë" framförd av Luiz Ejlli. Eftersom tävlingens regler kräver att samtliga bidrag framförs på albanska skrev Gerald Xhari en albansk text till låten som Lindita ställde upp i tävlingen med. I tävlingen lyckades Lindita via en semifinal ta sig till finalen där hon efter juryomröstning utsågs till segrare. Hon vann tävlingen efter att ha fått flest poäng av de tre jurygrupperna: professionella juryn, musikerjuryn samt TV-tittarna.
Det stod då klart att bidraget skulle representera Albanien vid Eurovision Song Contest 2017 som hölls i Kiev i Ukraina i maj 2017. Efter segern meddelade Lindita och låtens upphovsmän att den mest sannolikt skulle komma att framföras vid Eurovision på engelska med titeln "World" men att man ännu ej fattat ett definitivt beslut gällande låtens språk.

## Språkbyte
Redan den 26 december 2016, tre dagar efter tävlingens final, meddelade Lindita att låten skulle framföras på engelska vid Eurovision i maj 2017. Bytet av språk motiverades bland annat med avsikten att göra budskapet mer universalt. I februari 2017 släpptes ett klipp med delar av orkestreringen i den nya versionen av låten som enligt Lindita var mer dramatisk än den tidigare.
Den 12 mars 2017 presenterades den engelska versionen av låten samt den officiella musikvideon för allmänheten.